# Batrachuperus taibaiensis
Batrachuperus taibaiensis es una especie de salamandras en la familia Hynobiidae.
Es endémica de China.
Su hábitat natural son los ríos.
Está amenazada de extinción debido a la destrucción de su hábitat.